# Антонов (Пољска)
Антонов (пољ. Antonów) је село у Пољској које се налази у војводству Шлеском у повјату Клобуцком у општини Пжистајњ.
Од 1975. до 1998. године ово насеље се налазило у Честоховском војводству.